# Växjö Domkirke
Växjö Domkirke ligger i den svenske by Växjö, Kronobergs län, Småland. Den er domkirke i Växjö domkyrkoförsamling og stiftskirke i Växjö stift. Kirken stammer fra middelalderen, men er i høj grad præget af 1800-tallets restaureringer. En gennemgribende restaurering fandt sted fra 1957 til 1960.
56°52′38.5″N 14°48′43.5″Ø / 56.877361°N 14.812083°Ø